# 達奇涅 (科留科夫卡區)
51°53′3″N 32°46′57″E / 51.88417°N 32.78250°E
達奇涅（烏克蘭語：Дачне），是烏克蘭北部的村莊，隸屬切爾尼希夫州的科留基夫卡區。該村面積0.04平方公里，海拔高度169米，2001年人口187，人口密度每平方公里4,675人。